# Richard Wurster
Richard August Wurster (* 27. August 1942 in Schenectady) ist ein ehemaliger US-amerikanischer Eisschnellläufer.
Wurster wurde dreimal US-amerikanischer Meister auf den Langstrecken und zweimal Nordamerikameister. International trat er erstmals bei der Mehrkampf-Weltmeisterschaft 1965 in Oslo in Erscheinung, wo er den 29. Platz im Großen Vierkampf errang. Letztmals international startete er in der Saison 1967/68. Dabei belegte er bei der Mehrkampf-Weltmeisterschaft 1968 in Göteborg den 23. Platz im Großen Vierkampf und bei den Olympischen Winterspielen 1968 in Grenoble den 19. Rang über 1500 m. Sein Bruder John Wurster nahm als Eisschnellläufer an den Olympischen Winterspielen 1968 und den Olympischen Winterspielen 1972 teil.

## Persönliche Bestleistungen
| Disziplin | Zeit        | Datum             | Ort        |
| --------- | ----------- | ----------------- | ---------- |
| 500 m     | 41,5 s      | 28. Januar 1968   | Inzell     |
| 1000 m    | 1:26,0 min  | 13. Januar 1973   | West Allis |
| 1500 m    | 2:08,4 min  | 16. Februar 1968  | Grenoble   |
| 3000 m    | 4:40,7 min  | 2. Mai 1968       | Inzell     |
| 5000 m    | 8:14,4 min  | 9. Mai 1968       | Inzell     |
| 10.000 m  | 17:32,7 min | 19. Dezember 1971 | West Allis |